# Thuya occidental
Thuja occidentalis
Pour les articles homonymes, voir balai (homonymie).
Espèce
Classification phylogénétique
Répartition géographique
Statut de conservation UICN

 LC  : Préoccupation mineure
Le Thuya occidental (Thuja occidentalis L.) est une espèce de conifère du genre Thuja de la famille des Cupressacées, originaire du Nord-Est de l'Amérique du Nord. Il est appelé aussi « cèdre blanc » ou « cèdre » dans les régions francophones d'Amérique du Nord, où ses populations sont appelées « cédrières ».
Cet arbre est parfois appelé Cèdre blanc du Canada ou Thuya du Canada et plus rarement Thuya d'Occident ou Balai.

## Distribution et habitat
Du sud au nord, l'arbre pousse du sud du lac Michigan jusqu'au sud de la baie James ; à l'ouest, une population isolée se situe au nord du lac Winnipeg. Son aire principale de distribution commence au sud-est du Manitoba et va jusqu'à l'île d'Anticosti et l'ouest de la Nouvelle-Écosse à l'est. Le thuya occidental pousse également dans les Appalaches. Il pousse seul ou parfois avec des pins blancs ou des pruches du Canada. Il fut introduit en Europe dès 1540. L'arbre résiste bien au gel et n'a pas besoin d'un sol riche. Cet arbre pousse naturellement dans les forêts humides et se développe en abondance dans les marécages, là où les autres arbres plus grands et à croissance plus rapide ne peuvent pas les concurrencer efficacement. On le rencontre aussi dans d'autres sites tels que les falaises où la concurrence d'autres arbres est réduite.

## Description

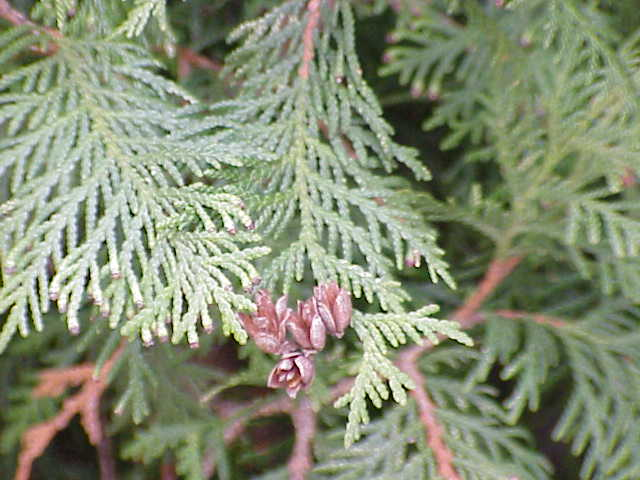
Feuillage et cônes

Le Thuya du Canada est un petit arbre de 15 à 20 mètres de haut avec un tronc de 40 cm de diamètre (dimensions qui peuvent atteindre exceptionnellement 30 m et 1,6 m respectivement).
L'écorce de couleur rouge brun est sillonnée et s'exfolie en étroite bandes longitudinales.
Le feuillage est constitué de rameaux aplatis recouverts de feuilles en forme d'écaille de 3 à 5 mm de long. La couleur de la face supérieure est vert foncé alors que la face inférieure est vert jaunâtre.
Les cônes élancés, vert jaune devenant bruns à maturité, mesurent de 8 à 12 mm de long sur 4 à 5 mm de large et sont formés de 4 à 5 écailles ovulifères. La semence est plate à bord membraneux.

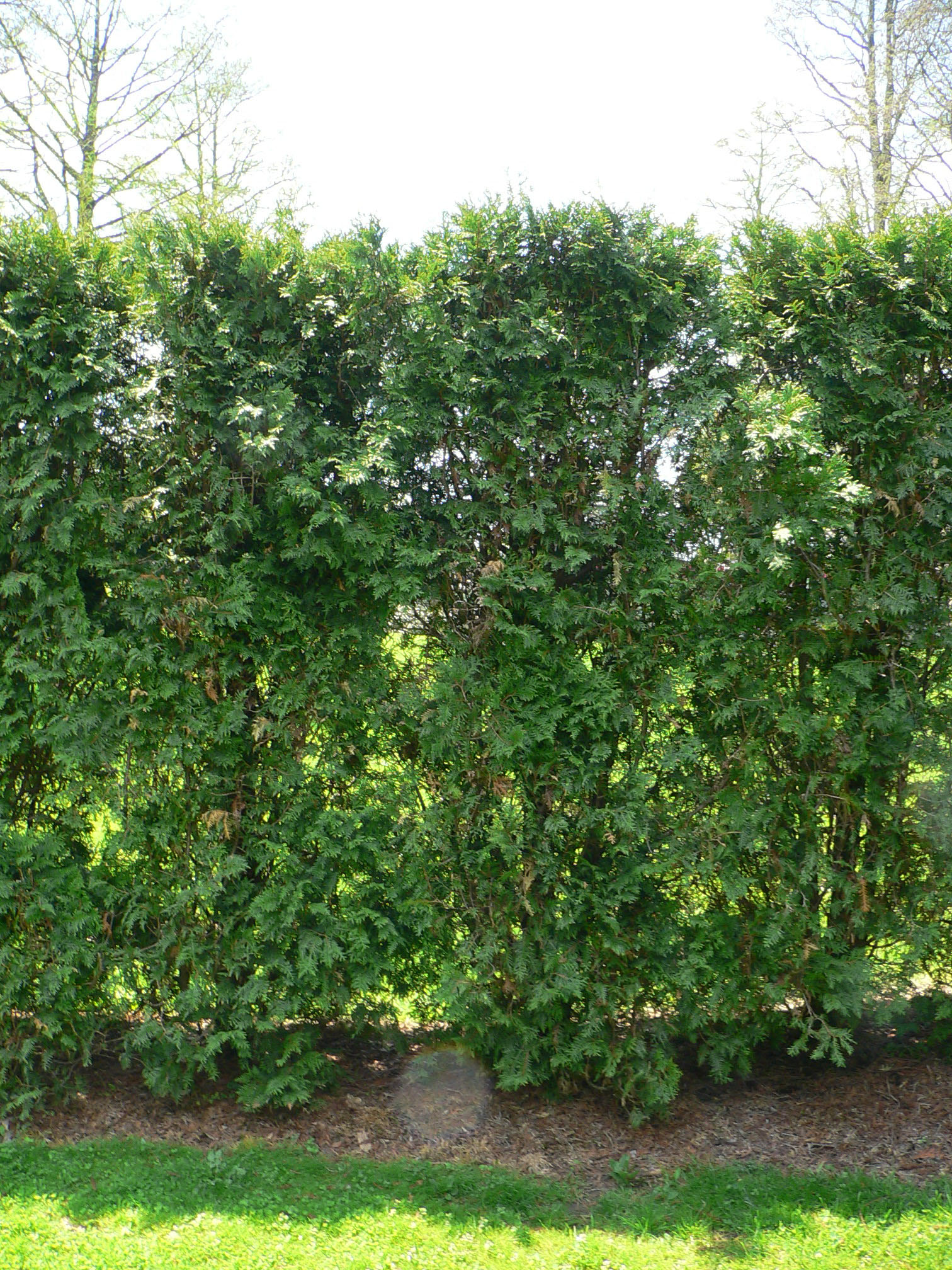
Haie taillée de thuya du Canada
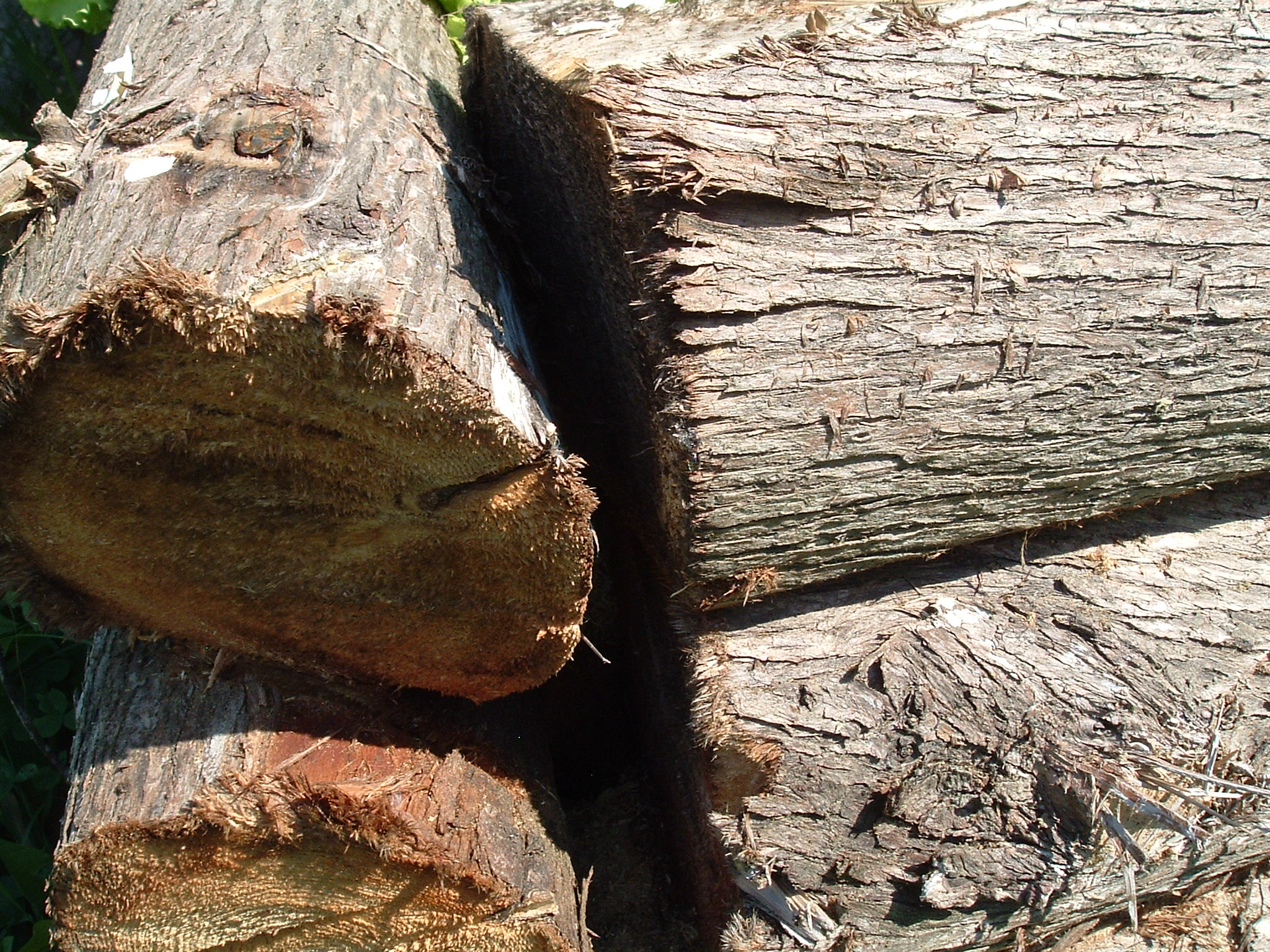
Écorce et bois
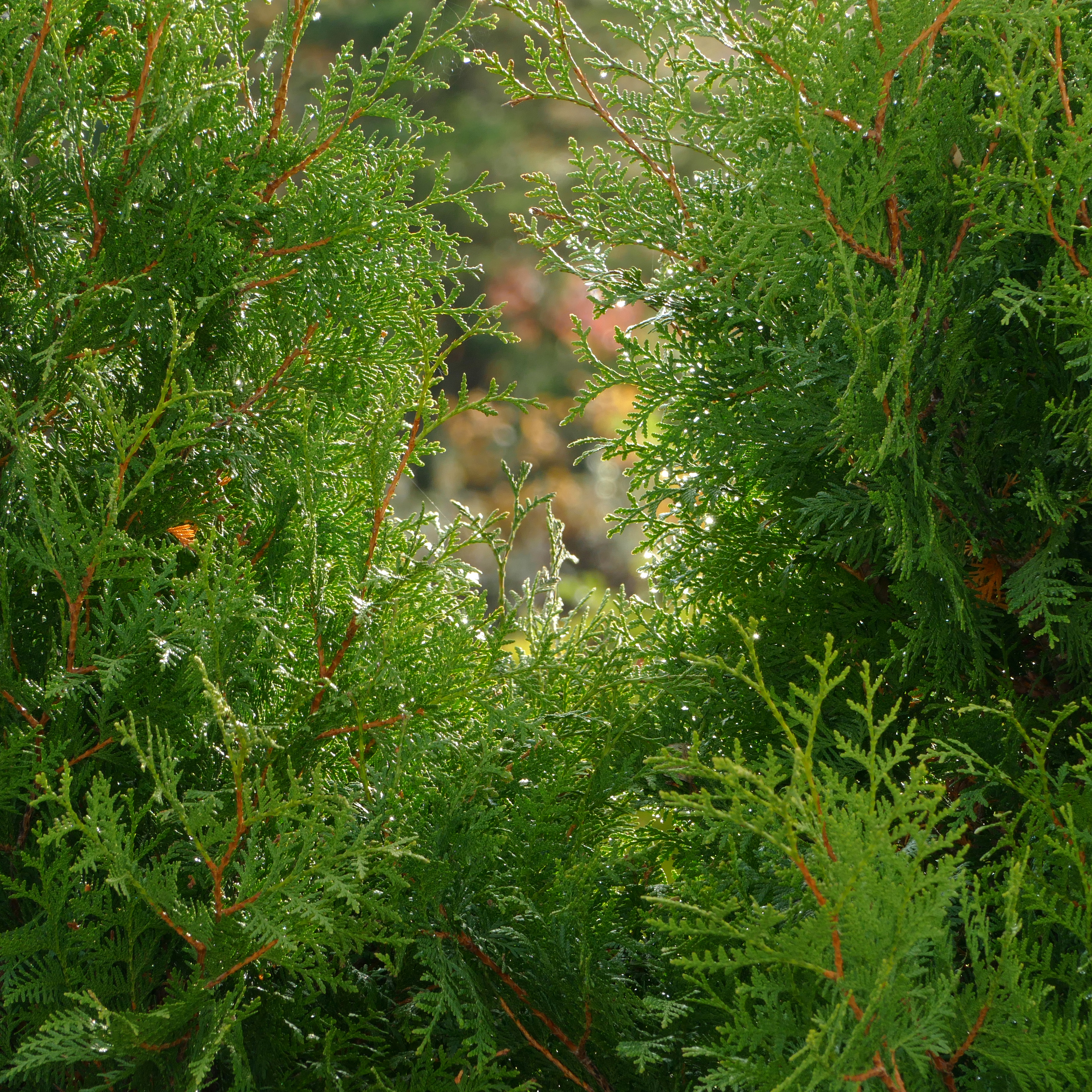
Effet de lumière et de pluie dans un thuya en Suède

## Huiles essentielles
Les rameaux du Thuya contiennent 0,4 à 1 % d'huile essentielle incolore ou jaune verdâtre. Elle est composée d'un mélange de divers hydrocarbures, pinène, fenchone, éther acétique et formique du bornéol, de la thuyone (surtout de l'α-thuyone).

## Utilisations
Son bois très peu putrescible, léger, odorant et facilement inflammable sert à de multiples usages :
- Poteaux et planches de clôtures ;
- Coffres de rangement de vêtements, naturellement antimite ;
- Planches de décoration murales ;
- Bardeaux de recouvrement extérieur ;
- Bois d'allumage.

Le thuya occidental est pour le reste très largement utilisé comme arbre d'ornement, en particulier pour constituer des écrans et des haies dans les jardins; plus de 300 cultivars ont été sélectionnés pour un emploi dans les jardins.

## Remède anti-scorbut

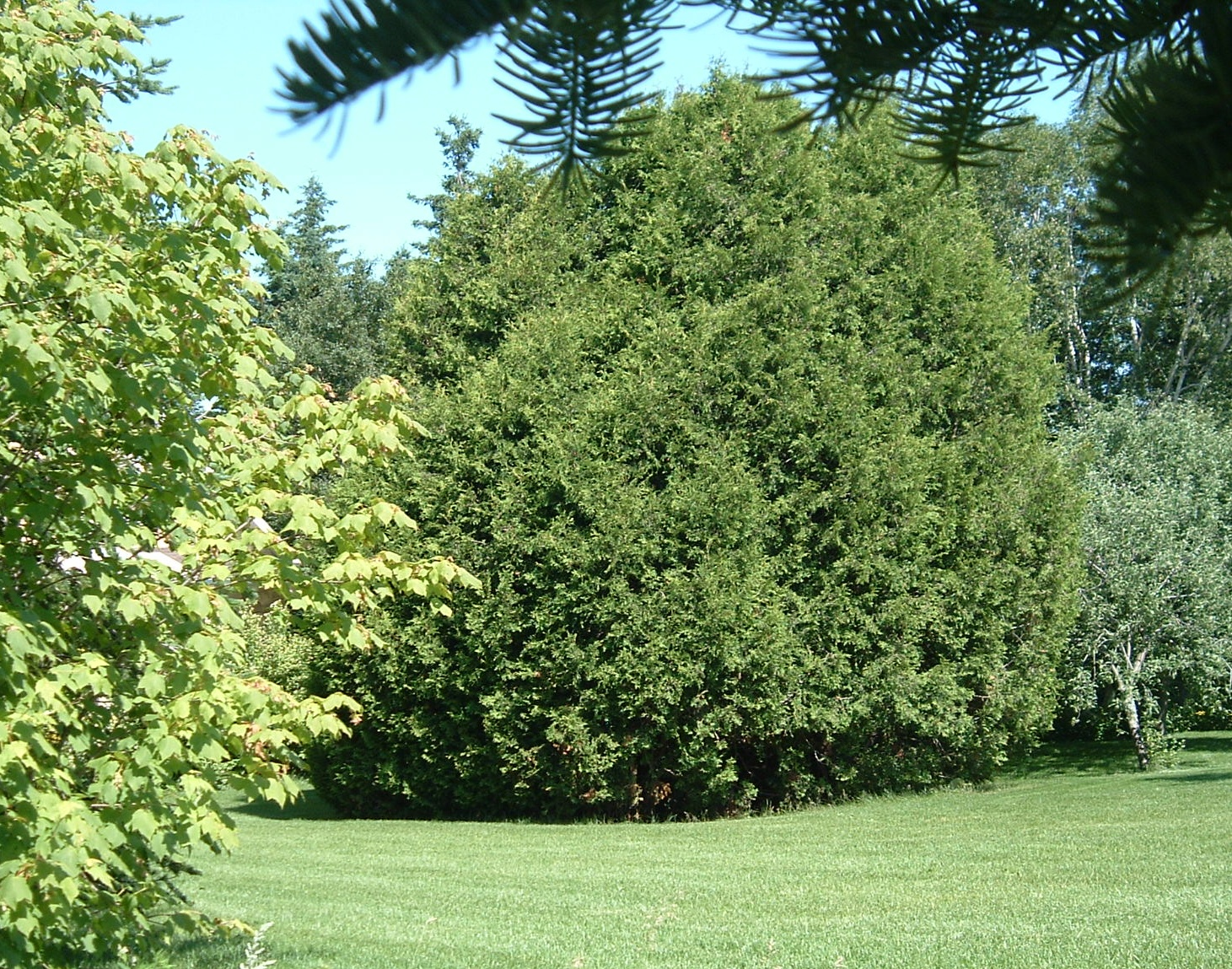
Bouquet de Thuya occidentalis,
Bas-St-Laurent, Québec.
Âge approximatif 80 ans.

Lors du deuxième voyage de Jacques Cartier en 1535, pendant l'hiver passé à Stadaconé, une épidémie de scorbut décimait son équipage. Les Autochtones lui révèlent un remède efficace contre cette maladie, l'annedda. Cartier a ramené des spécimens en France, mais les registres s'étant perdus, il a fallu attendre le XXe siècle pour connaître l'origine de la plante. Au terme d'une longue recherche, le botaniste et érudit québécois Jacques Rousseau a déterminé que la tisane qui avait guéri les marins de l'explorateur malouin était faite avec les feuilles et l'écorce pilées du cèdre blanc, riche en vitamine C,.